# Michal Rahoza
Michal Rahoza (in bielorusso Міхал Рагоза?, Michal Rahoza, in ucraino Михайло Рогоза?, Mychajlo Rohoza, polacco: Michał Rahoza, in russo Михаил Рагоза?, Michail Ragoza) (Volinia, 1540 – Nowogródek, agosto 1599) è stato un arcivescovo cattolico bielorusso, metropolita ruteno di Kiev, Galizia e tutta la Russia dal 1588 alla sua morte nel 1599.
Nel 1595 firmò l'Unione di Brest, che sancì l'unione della Chiesa rutena con la Chiesa cattolica, formando così la Chiesa greco-cattolica rutena.

## Biografia
Nacque in Volinia nel 1540 da una nobile famiglia bielorussa nella regione della contea di Minsk. Probabilmente studiò nel collegio gesuita di Vilnius dove lavorò come impiegato per il principe Boguš Korecki, voivoda di Vilnius. Più tardi entrò nel monastero basiliano dell'Ascensione a Minsk, di cui divenne archimandrita nel 1579. Dal 1582 guidò il monastero della Trinità a Sluck.
Nel 1589 il patriarca Geremia II di Costantinopoli visitò la Confederazione polacco-lituana nel suo viaggio di ritorno a Costantinopoli e, in accordo con il re Sigismondo III Vasa, depose il metropolita Onesiforo Devočka, probabilmente perché aveva contratto un secondo matrimonio, nonostante ciò fosse vietato ai chierici. Re Sigismondo, sotto il consiglio di magnati come il voivoda di Nowogródek Teodor Skumin-Tyszkiewicz e il voivoda di Kiev Konstanty Ostrogski, nominò metropolita di Kiev, Halyč e tutta la Rus' Michele Rohoza, che così fu consacrato dal patriarca di Costantinopoli Geremia II a Vilnius nell'agosto del 1589.
Come metropolita designato, iniziò la riforma della Chiesa, principalmente per mezzo di sinodi come quello convocato nel 1590. I suoi obiettivi erano la riforma dei costumi del clero e una riduzione dell'intromissione dei laici (e delle confraternite) nella vita della Chiesa e dei monasteri. I suoi tentativi di riforma erano però contrastati, in particolare dai monasteri stauropegici, e l'impossibilità di portare avanti le riforme fu uno dei motivi per rivolgersi a Roma.
Dal 1590 metropolita di Kiev, Rohoza sottoscrisse con tutti i vescovi un documento sollecitando l'unione con la Chiesa cattolica, con la condizione che il rito bizantino, le pratiche liturgiche, il diritto canonico e il matrimonio per i chierici sarebbero stati preservati. Questa volontà fu formalizzata in un documento il 2 dicembre 1594 e di nuovo in due petizioni, una al re Sigismondo e una a papa Clemente VIII, sottoscritte a Brėst il 12 giugno 1595. A Roma il 23 dicembre 1595 lesse la petizione e accettò solennemente rispondendo con due lettere tramite gli stessi due inviati polacchi. L'unione ecclesiastica fu formalmente proclamata al termine di un apposito sinodo l'8 ottobre 1596 sempre a Brėst.
Il metropolita Michele rimase fino alla sua morte a capo della nuova Chiesa uniate. Morì nel mese di agosto del 1599 a Nowogródek. Gli succedette il vescovo di Volodymyr e Brėst, Adam Hipacy Pociej, protagonista e strenuo sostenitore dell'unione.

## Genealogia episcopale e successione apostolica
La genealogia episcopale è:
- Patriarca Geremia II Tranos
- Arcivescovo Michal Rahoza

La successione apostolica è:
- Arcivescovo Hipacy Pociej (1593)
- Arcivescovo Herman Zahorski (1595)
- Vescovo Jonasz Gogol (1595)